# Christa McAuliffe
 Der er for få eller ingen kildehenvisninger i denne artikel, hvilket er et problem. Du kan hjælpe ved at angive troværdige kilder til de påstande, som fremføres i artiklen.

Sharon Christa McAuliffe (2. september 1948 – 28. januar 1986) var amerikansk lærer og astronaut fra New Jersey. Hun omkom om bord i rumfærgen Challenger, da denne eksploderede 73 sekunder efter starten den 28. januar 1986.
Christa McAuliffe var udvalgt som deltager i NASA's program Teacher in Space.

## Teacher in Space
Som en del af den daværende amerikanske præsident Ronald Reagans Teacher in Space-projekt, var skolelæreren Christa McAuliffe om bord på rumfærgen Challenger i 1986. 
Formålet var at motivere skolelærere og fremme de naturvidenskabelige fag for at få flere unge til at interessere sig for rumfart og rumforskning. 
Teacher in Space-projektet blev aflyst efter Challenger-ulykken, den amerikanske rumfartsadministration NASA ville ikke længere have civile om bord på rumfærgerne. Først i 1990 blev projektet genoptaget med nyt navn (Educator Astronaut Project) og nye kriterier. Et af kriterierne var at deltagerne skulle være uddannede astronauter. Skolelæreren Barbara Morgan, der i 1986 var backup for Christa McAuliffe, blev deltager i Educator Astronaut-projektet. Barbara Morgan deltog, efter fuldført astronautuddannelse, i STS-missionen STS-118 i 2007.